# Simonida Nemanjić
Simonida Nemanjić , död efter 1345, var drottning av Serbien 1299–1321, som gift med tsar Stefan Uroš II Milutin.  